# 3 germinal
3 ventôse 3 floréal
Le tridi 3 germinal, officiellement dénommé jour de l'asperge, est le 183e jour de l'année du calendrier républicain.
C'était généralement le 23e jour du mois de mars dans le calendrier grégorien.